# Dichlorvos
Il dichlorvos o 2,2-diclorovinil dimetil fosfato (DDVP) è un composto organofosforico altamente volatile, ampiamente impiegato come insetticida per il controllo degli infestanti a livello domestico, in sanità pubblica e per la protezione dagli insetti dei prodotti durante la conservazione.

## Applicazioni
Il dichlorvos è efficace contro le mosche dei funghi, afidi, acari, cavallette, tripidi (Thysanoptera) e aleurodidi (mosche bianche) nelle serre, frutteti e coltivazioni di verdure. Viene anche utilizzato nelle industrie di macinazione e lavorazione del grano per trattare un certo numero di infezioni da vermi parassiti nei cani, nel bestiame e nell'uomo. Viene posto nel letame del bestiame per il controllo delle larve di Oestridae.
Il dichlorvos agisce sugli insetti sia per contatto che per ingestione. È disponibile formulato sia come aerosol che come concentrato solubile. Viene utilizzato sia nei collari per animali che nelle "no pest strips". In questa forma è stato recentemente indicato per l'utilizzo contro le cimici del letto.

## Possibili controindicazioni
L'agenzia Statunitense per la Protezione dell'Ambiente (United States Environmental Protection Agency) dal 1981 ha considerato la possibilità di bandire il DDVP, ma la molecola è ancora disponibile. Le principali preoccupazioni riguardano la tossicità acuta e cronica. Non vi è nessuna evidenza conclusiva di cancerogenicità, tuttavia nel 2010 uno studio ha trovato che un incremento di 10 volte della concentrazione urinaria dei metaboliti degli organofosfati era associata ad un incremento del 55-72% della probabilità di Sindrome da deficit di attenzione e iperattività nei bambini.
Il DDVP viene assorbito attraverso tutte le vie di esposizione, dal momento che è un inibitore dell'acetilcolinesterasi, i sintomi legati ad un'overdose sono: debolezza, mal di testa, sensazione di oppressione al petto, vista annebbiata, salivazione, sudorazione, nausea, vomito, diarrea e crampi addominali.
Il dichlorvos danneggia il DNA degli esemplari conservati nelle collezioni entomologiche dei musei.

## Regolamentazione
Il limite massimo dei residui (LMR) di dichlorvos nei cereali è stato abbassato da 2 mg/kg a 0.01 mg/kg a seguito di una direttiva europea del 9 novembre 2006.